# Coupe de France féminine de football 2018-2019
Navigation
Édition précédente Édition suivante
La Coupe de France féminine de football 2018-2019 est la 18e édition de la Coupe de France féminine.
Il s'agit d'une compétition à élimination directe ouverte à tous les clubs de football français ayant une équipe féminine, organisée par la Fédération française de football (FFF) et ses ligues régionales.

## Calendrier de la compétition
| Tour                                                      | Nom                        | Dates retenues     | Équipes participantes | Équipes restantes |
| --------------------------------------------------------- | -------------------------- | ------------------ | --------------------- | ----------------- |
| Phase régionale                                           |                            |                    |                       |                   |
|                                                           | Tours régionaux            | selon les ligues   | ...                   | ...               |
|                                                           | Finales régionales         | 4-11 novembre 2018 | 110                   | 55                |
| Phase fédérale (entrée en lice des équipes de Division 2) |                            |                    |                       |                   |
|                                                           | 1er tour                   | 25 novembre 2018   | 80                    | 40                |
|                                                           | Trente-deuxièmes de finale | 16 décembre 2018   | 40                    | 20                |
| Phase finale (entrée en lice des équipes de Division 1)   |                            |                    |                       |                   |
|                                                           | Seizièmes de finale        | 6 janvier 2019     | 32                    | 16                |
|                                                           | Huitièmes de finale        | 27 janvier 2019    | 16                    | 8                 |
|                                                           | Quarts de finale           | 10 février 2019    | 8                     | 4                 |
|                                                           | Demi-finales               | 10 mars 2019       | 4                     | 2                 |
|                                                           | Finale                     | 8 mai 2019         | 2                     | 1                 |

## Résultats

### Premier tour fédéral
Le premier tour fédéral est marqué par l'entrée en lice des 25 clubs de deuxième division qui rejoignent les 55 clubs de division de ligues et de districts.
Les rencontres ont lieu le week-end du dimanche 25 novembre 2017, sauf un match reporté au 2 décembre, et sont marquées par la performance de deux clubs de Régional 1 et Régional 2, l'OGC Nice et le Valenciennes FC, qui éliminent des pensionnaires de Division 2.
| Date       | Club (division)                          | Score         | Club (division)                            |
| ---------- | ---------------------------------------- | ------------- | ------------------------------------------ |
| 25/11/2018 | FC Pfastatt (Régional 1)                 | 2-3           | ES Guéretoise (Régional 1)                 |
| 25/11/2018 | FC Bourgoin-Jallieu (Départemental 2)    | 1-2           | FC Pontcharra Saint-Loup (Régional 2)      |
| 02/12/2018 | AS La Sanne Saint-Romain (Régional 1)    | 0-3           | US Orléans (Division 2)                    |
| 25/11/2018 | FC Oberhergheim (Régional 1)             | 1-5           | CSFA Ambilly (Division 2)                  |
| 25/11/2018 | ES Genas Azieu (Régional 1)              | 0-4           | AS Saint-Étienne (Division 2)              |
| 25/11/2018 | ES Troyes AC (Régional 1)                | 1-6           | US Saint-Vit (Régional 1)                  |
| 25/11/2018 | Grenoble Foot (Division 2)               | 2-1           | FF Yzeure (Division 2)                     |
| 25/11/2018 | ES Chilly (Régional 2)                   | 5-0           | Louhans-Cuiseaux FC (Régional 1)           |
| 25/11/2018 | US Albi (Régional 2)                     | 0-4           | AC Avignonnais (Régional 1)                |
| 25/11/2018 | Auch Football (Départemental 1)          | 1-3           | Olympique Alès (Régional 1)                |
| 25/11/2018 | Le Puy Foot (Régional 1)                 | 0-4           | Olympique de Marseille (Division 2)        |
| 25/11/2018 | OGC Nice (Régional 1)                    | 3-0           | Montauban FC (Division 2)                  |
| 25/11/2018 | AS Lattoises (Régional 1)                | 0-5           | ASPTT Albi (Division 2)                    |
| 25/11/2018 | AS Mazières UR (Régional 1)              | 1-1 Tab : 2-4 | Olympique Valence (Régional 1)             |
| 25/11/2018 | EF Bastia (Régional 1)                   | 0-3           | AS Portet Carrefour Récébédou (Division 2) |
| 25/11/2018 | SC Toulon (Régional 1)                   | 1-3           | Toulouse FC (Division 2)                   |
| 25/11/2018 | Chamois niortais (Régional 1)            | 2-1           | FC Bergot (Régional 1)                     |
| 25/11/2018 | Joué-les-Tours FC (Régional 1)           | 0-8           | ESOFV La Roche-sur-Yon (Division 2)        |
| 25/11/2018 | JA Mordelles (Régional 1)                | 0-6           | US Saint-Malo (Division 2)                 |
| 25/11/2018 | ASPTT Rennes (Régional 1)                | 1-5           | Stade brestois (Division 2)                |
| 24/11/2018 | AS Dirinon (Régional 2)                  | 0-5           | Orvault SF (Régional 1)                    |
| 25/11/2018 | ES Eysines (Régional 1)                  | 0-2           | FC Nantes (Régional 1)                     |
| 25/11/2018 | ASF Les Verchers (Régional 1)            | 0-2           | CBOSL Football (Division 2)                |
| 25/11/2018 | Saint-Georges Guyonnière FC (Régional 1) | 0-2           | CPBB Football (Division 2)                 |
| 25/11/2018 | SC Amiens (Régional 1)                   | 0-1           | Le Havre AC (Division 2)                   |
| 25/11/2018 | FCF Hénin-Beaumont (Régional 1)          | 0-3           | US Boulogne CO (Régional 1)                |
| 25/11/2018 | FF Issy (Division 2)                     | 1-0           | Arras FCF (Division 2)                     |
| 25/11/2018 | Valenciennes FC (Régional 2)             | 2-0           | RC Saint-Denis (Division 2)                |
| 25/11/2018 | Feignies-Aulnoye FC (Régional 2)         | 1-10          | VGA Saint-Maur (Division 2)                |
| 25/11/2018 | Tours FC (Régional 1)                    | 2-3           | FC Rouen (Régional 1)                      |
| 25/11/2018 | Osny FC (Régional 2)                     | 0-1           | Caen AG (Régional 1)                       |
| 25/11/2018 | Cosmo Taverny (Régional 1)               | 2-2 Tab : 4-3 | AS Beauvais (Régional 1)                   |
| 25/11/2018 | Val d'Europe FC (Régional 1)             | 2-2 Tab : 2-3 | CA Paris (Régional 1)                      |
| 25/11/2018 | US Paris XI (Régional 3)                 | 1-3           | Vaux le Pénil-La Rochette FC (Régional 1)  |
| 25/11/2018 | JA Drancy (Régional 2)                   | 1-10          | Stade de Reims (Division 2)                |
| 25/11/2018 | CA Villers Semeuse (Régional 1)          | 1-11          | FC Vendenheim (Division 2)                 |
| 25/11/2018 | Stade auxerrois (Régional 2)             | 0-2           | AS Musau Strasbourg (Régional 1)           |
| 25/11/2018 | Racing Besançon (Régional 2)             | 0-1           | US Heillecourt (Régional 1)                |
| 25/11/2018 | Paris UC (Régional 1)                    | 0-1           | Metz ESAP (Division 2)                     |
| 25/11/2018 | AS Nancy-Lorraine (Division 2)           | 1-1 Tab : 3-4 | ASPV Strasbourg (Division 2)               |

### Trente-deuxièmes de finale
Les trente-deuxièmes de finale opposent 19 clubs de deuxième division, 18 clubs de Régional 1 et les trois petits poucets, le FC Pontcharra Saint-Loup, le Valenciennes FC et l'ES Chilly, qui évoluent en Régional 2.
Les rencontres ont lieu le week-end du dimanche 16 décembre 2017.
| Date       | Club (division)                           | Score         | Club (division)                            |
| ---------- | ----------------------------------------- | ------------- | ------------------------------------------ |
| 16/12/2018 | Toulouse FC (Division 2)                  | 1-1 Tab : 5-6 | ASPTT Albi (Division 2)                    |
| 16/12/2018 | Stade brestois (Division 2)               | 8-0           | CBOSL Football (Division 2)                |
| 16/12/2018 | VGA Saint-Maur (Division 2)               | 2-4           | Le Havre AC (Division 2)                   |
| 16/12/2018 | ASPV Strasbourg (Division 2)              | 1-1 Tab : 3-1 | AS Saint-Étienne (Division 2)              |
| 16/12/2018 | US Orléans (Division 2)                   | 1-2           | FC Vendenheim (Division 2)                 |
| 15/12/2018 | AC Avignonnais (Régional 1)               | 2-1           | Olympique de Marseille (Division 2)        |
| 16/12/2018 | Olympique d'Alès (Régional 1)             | 2-6           | Grenoble Foot (Division 2)                 |
| 16/12/2018 | ES Guéretoise (Régional 1)                | 0-1           | CPBB Football (Division 2)                 |
| 15/12/2018 | Orvault SF (Régional 1)                   | 0-7           | ESOFV La Roche-sur-Yon (Division 2)        |
| 16/12/2018 | CA Paris (Régional 1)                     | 2-6           | US Saint-Malo (Division 2)                 |
| 16/12/2018 | Cosmo Taverny (Régional 1)                | 2-3           | Metz ESAP (Division 2)                     |
| 16/12/2018 | US Boulogne CO (Régional 1)               | 1-4           | FF Issy (Division 2)                       |
| 16/12/2018 | Caen AG (Régional 1)                      | 1-3           | Stade de Reims (Division 2)                |
| 16/12/2018 | AS Musau Strasbourg (Régional 1)          | 0-2           | CSFA Ambilly (Division 2)                  |
| 16/12/2018 | FC Pontcharra Saint-Loup (Régional 2)     | 1-1 Tab : 4-5 | AS Portet Carrefour Récébédou (Division 2) |
| 16/12/2018 | OGC Nice (Régional 1)                     | 0-0 Tab : 1-3 | Olympique Valence (Régional 1)             |
| 16/12/2018 | FC Nantes (Régional 1)                    | 5-0           | Chamois niortais (Régional 1)              |
| 16/12/2018 | Vaux le Pénil-La Rochette FC (Régional 1) | 1-0           | US Saint-Vit (Régional 1)                  |
| 16/12/2018 | Valenciennes FC (Régional 2)              | 2-3           | FC Rouen (Régional 1)                      |
| 16/12/2018 | ES Chilly (Régional 2)                    | 4-0           | US Heillecourt (Régional 1)                |

### Seizièmes de finale
Les seizièmes de finale sont marqués par l'entrée en lice des 12 clubs de la première division. Le tirage au sort s'est tenu le 19 décembre 2018 au siège de la Fédération française de football et a été effectué par Frédérique Jossinet.
| Date       | Club (division)                           | Score         | Club (division)                            |
| ---------- | ----------------------------------------- | ------------- | ------------------------------------------ |
| 06/01/2019 | Dijon FCO (Division 1)                    | 11-0          | AS Portet Carrefour Récébédou (Division 2) |
| 06/01/2019 | FC Vendenheim (Division 2)                | 2-2 Tab : 3-4 | ASPV Strasbourg (Division 2)               |
| 06/01/2019 | AC Avignonnais (Régional 1)               | 4-3           | CSFA Ambilly (Division 2)                  |
| 06/01/2019 | Rodez AF (Division 1)                     | 0-6           | Olympique lyonnais (Division 1)            |
| 06/01/2019 | ES Chilly (Régional 2)                    | 0-12          | Grenoble Foot (Division 2)                 |
| 06/01/2019 | Montpellier HSC (Division 1)              | 0-1           | Paris FC (Division 1)                      |
| 06/01/2019 | ASPTT Albi (Division 2)                   | 1-3           | FC Metz (Division 1)                       |
| 06/01/2019 | Olympique Valence (Régional 1)            | 0-1           | Metz ESAP (Division 2)                     |
| 06/01/2019 | FF Issy (Division 2)                      | 0-2           | Le Havre AC (Division 2)                   |
| 06/01/2019 | Girondins de Bordeaux (Division 1)        | 0-0 Tab : 2-4 | US Saint-Malo (Division 2)                 |
| 06/01/2019 | Paris Saint-Germain (Division 1)          | 8-0           | CPBB Football (Division 2)                 |
| 06/01/2019 | Stade de Reims (Division 2)               | 1-2           | ASJ Soyaux (Division 1)                    |
| 06/01/2019 | FC Nantes (Régional 1)                    | 0-3           | Lille OSC (Division 1)                     |
| 06/01/2019 | FC Rouen (Régional 1)                     | 0-4           | FC Fleury (Division 1)                     |
| 06/01/2019 | EA Guingamp (Division 1)                  | 5-1           | Stade brestois (Division 2)                |
| 06/01/2019 | Vaux le Pénil-La Rochette FC (Régional 1) | 0-5           | ESOFV La Roche-sur-Yon (Division 2)        |

### Huitièmes de finale
Le tirage au sort a lieu le lundi 7 janvier au stade Pierre-Mauroy, juste avant le 32e de finale de la Coupe de France masculine LOSC Lille - FC Sochaux-Montbéliard.
Les rencontres ont lieu le dimanche 27 janvier 2019.
| Date       | Club (division)                     | Score         | Club (division)                  |
| ---------- | ----------------------------------- | ------------- | -------------------------------- |
| 27/01/2019 | AC Avignonnais (Régional 1)         | 1-1 Tab : 3-4 | Grenoble Foot (Division 2)       |
| 27/01/2019 | ASJ Soyaux (Division 1)             | 0-5           | Olympique lyonnais (Division 1)  |
| 27/01/2019 | FC Fleury (Division 1)              | 2-0           | FC Metz (Division 1)             |
| 27/01/2019 | US Saint-Malo (Division 2)          | 0-2           | Paris FC (Division 1)            |
| 06/02/2019 | Lille OSC (Division 1)              | 2-0           | Metz ESAP (Division 2)           |
| 27/01/2019 | Le Havre AC (Division 2)            | 0-1           | Paris Saint-Germain (Division 1) |
| 27/01/2019 | ESOFV La Roche-sur-Yon (Division 2) | 3-0           | ASPV Strasbourg (Division 2)     |
| 27/01/2019 | EA Guingamp (Division 1)            | 2-5           | Dijon FCO (Division 1)           |

### Quarts de finale
| 9 février 2019 | Olympique lyonnais (D1) | 1 – 0   | Paris Saint-Germain (D1) | Groupama Stadium, Décines-Charpieu                  |                                                     |
| 15:45 CET      | Fishlock 60e            | (0 – 0) |                          | Spectateurs : 10 217 Arbitrage : Florence Guillemin | Spectateurs : 10 217 Arbitrage : Florence Guillemin |
| 15:45 CET      | Rapport                 |         |                          | Spectateurs : 10 217 Arbitrage : Florence Guillemin | Spectateurs : 10 217 Arbitrage : Florence Guillemin |

| 9 février 2019 | Dijon FCO (D1)                                                                   | 0 – 0             | Grenoble Foot 38 (D2)                                                        | Stade des Poussots, Dijon                    |                                              |
| 16:00 CET      |                                                                                  | (0 – 0)           |                                                                              | Spectateurs : 548 Arbitrage : Victoria Beyer | Spectateurs : 548 Arbitrage : Victoria Beyer |
| 16:00 CET      | Rapport                                                                          |                   |                                                                              | Spectateurs : 548 Arbitrage : Victoria Beyer | Spectateurs : 548 Arbitrage : Victoria Beyer |
| 16:00 CET      | Declercq · Solanet · Bussaglia · Cuynet · Bouillot · Nakkach · Trevisan · Carage | Tirs au but 4 – 5 | Khoury · Navas · Bueno · Da Cunha · Guilhemjouan · Smaali · Schlepp · Fortin | Spectateurs : 548 Arbitrage : Victoria Beyer | Spectateurs : 548 Arbitrage : Victoria Beyer |

| 10 février 2019 | ESOFV La Roche-sur-Yon (D2) | 1 – 2   | LOSC Lille (D1)             | Stade de Saint-André d'Ornay, La Roche-sur-Yon |                                           |
| 14:30 CET       | Rueda 29e                   | (1 – 1) | 12e Lernon · 90+3e Boussaha | Spectateurs : 526 Arbitrage : Aurélie Efé      | Spectateurs : 526 Arbitrage : Aurélie Efé |
| 14:30 CET       | Rapport                     |         |                             | Spectateurs : 526 Arbitrage : Aurélie Efé      | Spectateurs : 526 Arbitrage : Aurélie Efé |

| 10 février 2019 | Paris FC (D1)            | 2 – 0   | FC Fleury 91 (D1) | Stade Robert-Bobin, Bondoufle                     |                                                   |
| 14:30 CET       | Thiney 45e · Makanza 86e | (1 – 0) |                   | Spectateurs : 320 Arbitrage : Maïka Vanderstichel | Spectateurs : 320 Arbitrage : Maïka Vanderstichel |
| 14:30 CET       | Rapport                  |         |                   | Spectateurs : 320 Arbitrage : Maïka Vanderstichel | Spectateurs : 320 Arbitrage : Maïka Vanderstichel |

### Demi-finales
| 10 mars 2019 | Grenoble Foot 38 (D2) | 0 – 1   | Olympique lyonnais (D1) | Stade des Alpes, Grenoble                       |                                                 |
| 15:15 CET    |                       | (0 – 0) | 90+4e Hegerberg         | Spectateurs : 4 920 Arbitrage : Solenne Bartnik | Spectateurs : 4 920 Arbitrage : Solenne Bartnik |
| 15:15 CET    | Rapport               |         |                         | Spectateurs : 4 920 Arbitrage : Solenne Bartnik | Spectateurs : 4 920 Arbitrage : Solenne Bartnik |

| 10 mars 2019 | Paris FC (D1) | 0 – 1   | LOSC Lille (D1) | Stade Robert-Bobin, Bondoufle                  |                                                |
| 15:15 CET    |               | (0 – 0) | 75e Boussaha    | Spectateurs : 554 Arbitrage : Jennifer Maubacq | Spectateurs : 554 Arbitrage : Jennifer Maubacq |
| 15:15 CET    | Rapport       |         |                 | Spectateurs : 554 Arbitrage : Jennifer Maubacq | Spectateurs : 554 Arbitrage : Jennifer Maubacq |

### Finale
| Lyon ·         |                       |     |
| Titulaires :   |                       |     |
|                |                       |     |
| 1              | Lisa Weiß             |     |
| 2              | Lucy Bronze           | 71e |
| 29             | Griedge Mbock         |     |
| 3              | Wendie Renard         |     |
| 7              | Amel Majri            |     |
| 24             | Jessica Fishlock      | 66e |
| 10             | Dzsenifer Marozsan    | 66e |
| 6              | Amandine Henry        |     |
| 11             | Shanice van de Sanden |     |
| 9              | Eugénie Le Sommer     |     |
| 14             | Ada Hegerberg         |     |
|                |                       |     |
| Remplaçants :  |                       |     |
| 4              | Selma Bacha           | 66e |
| 5              | Saki Kumagai          | 66e |
| 16             | Sarah Bouhaddi        |     |
| 21             | Kadeisha Buchanan     | 71e |
| 25             | Sole Jaimes           |     |
| 26             | Carolin Simon         |     |
| 28             | Melvine Malard        |     |
|                |                       |     |
| Entraîneur :   |                       |     |
| Reynald Pedros |                       |     |

| Lille ·       |                   |     |
| Titulaires :  |                   |     |
|               |                   |     |
| 16            | Élisa Launay      |     |
| 4             | Jessica Lernon    |     |
| 17            | Maud Coutereels   |     |
| 22            | Morgane Nicoli    |     |
| 28            | Marine Dafeur     |     |
| 13            | Carla Polito      |     |
| 20            | Héloïse Mansuy    | 60e |
| 6             | Silke Demeyere    |     |
| 18            | Lina Boussaha     | 88e |
| 12            | Julie Dufour      | 87e |
| 11            | Ouleymata Sarr    |     |
|               |                   |     |
| Remplaçants : |                   |     |
| 1             | Floriane Azem     |     |
| 2             | Hannah Diaz       | 60e |
| 5             | Sarah Teegarden   |     |
| 7             | Ludivine Bultel   |     |
| 8             | Justine Bauduin   | 87e |
| 14            | Caroline La Villa |     |
| 15            | Maïté Boucly      | 88e |
|               |                   |     |
| Entraîneur :  |                   |     |
| Rachel Saïdi  |                   |     |

| Lyon ·         |                       |     |
| Titulaires :   |                       |     |
|                |                       |     |
| 1              | Lisa Weiß             |     |
| 2              | Lucy Bronze           | 71e |
| 29             | Griedge Mbock         |     |
| 3              | Wendie Renard         |     |
| 7              | Amel Majri            |     |
| 24             | Jessica Fishlock      | 66e |
| 10             | Dzsenifer Marozsan    | 66e |
| 6              | Amandine Henry        |     |
| 11             | Shanice van de Sanden |     |
| 9              | Eugénie Le Sommer     |     |
| 14             | Ada Hegerberg         |     |
|                |                       |     |
| Remplaçants :  |                       |     |
| 4              | Selma Bacha           | 66e |
| 5              | Saki Kumagai          | 66e |
| 16             | Sarah Bouhaddi        |     |
| 21             | Kadeisha Buchanan     | 71e |
| 25             | Sole Jaimes           |     |
| 26             | Carolin Simon         |     |
| 28             | Melvine Malard        |     |
|                |                       |     |
| Entraîneur :   |                       |     |
| Reynald Pedros |                       |     |

| Lille ·       |                   |     |
| Titulaires :  |                   |     |
|               |                   |     |
| 16            | Élisa Launay      |     |
| 4             | Jessica Lernon    |     |
| 17            | Maud Coutereels   |     |
| 22            | Morgane Nicoli    |     |
| 28            | Marine Dafeur     |     |
| 13            | Carla Polito      |     |
| 20            | Héloïse Mansuy    | 60e |
| 6             | Silke Demeyere    |     |
| 18            | Lina Boussaha     | 88e |
| 12            | Julie Dufour      | 87e |
| 11            | Ouleymata Sarr    |     |
|               |                   |     |
| Remplaçants : |                   |     |
| 1             | Floriane Azem     |     |
| 2             | Hannah Diaz       | 60e |
| 5             | Sarah Teegarden   |     |
| 7             | Ludivine Bultel   |     |
| 8             | Justine Bauduin   | 87e |
| 14            | Caroline La Villa |     |
| 15            | Maïté Boucly      | 88e |
|               |                   |     |
| Entraîneur :  |                   |     |
| Rachel Saïdi  |                   |     |